# Ойген Блейлер
Ойген Блейлер (нім. Paul Eugen Bleuler; 30 квітня 1857, Цоллікон, Швейцарія — 15 червня 1939, там же) — швейцарський психіатр та євгеніст. Найбільш помітний його внесок у розуміння психічних захворювань. Він вигадав багато психіатричних термінів, таких як «шизофренія», «шизоїд», «аутизм», «глибинна психологія» та те, що Зигмунд Фрейд назвав «щасливо обраним терміном амбівалентність Блейлера».

## Біографія
Народився в сім'ї Йоганна Рудольфа Блейлера, заможного фермера, та Поліни Блейлер-Блейлер. Блейлер відвідував університети Цюриха, Берна та Мюнхена, став ліцензованим лікарем у 1881 році. Отримав ступінь доктора медицини у 1883 році. З 1881 по 1883 рік працював помічником лікаря у Валдау поблизу Берна. У 1884 році він подорожував по Франції та Англії, взимку 1884/1885 років працював у лабораторії разом з Йоганом Бернгардом Алойсом фон Ґудденом у Мюнхені. У 1885 році він став помічником лікаря в Бурґолзлі поблизу Цюриха, а згодом, з 1886 по 1898 рік був директором будинку престарілих Пфлегеанштальт-Рейнау поблизу Цюриха. У 1898 році Блейлера призначено професором психіатрії в Цюрихському університеті та директором університетської психіатричної лікарні, притулку Бурголзлі, де він працював з 1898 по 1927 рік.
Він вперше впровадив термін шизофренія в 1908 році в роботі, заснованій на дослідженні 647 пацієнтів Бурголзлі, а потім розширив свою роботу в «Dementia Praecox oder Gruppe der Schizophrenien»; 1911 року (Dementia Praecox; або Група шизофреній). Стаття характеризована в 1941 році Зільбургом як «класична робота психіатрії ХХ століття».

Блейлер так пояснював назву: 
|  | Старіша форма Dementia Praecox є породженням часу, коли не тільки саме поняття деменції, але і поняття недорозвитку було застосовано до всіх випадків. Але це навряд чи відповідає нашим сучасним уявленням про масштаби цієї хвороби. Сьогодні ми включаємо пацієнтів, яких ми не назвали б ані «недоумкуватими», ані виключно жертвами погіршення стану на початку життя... Я називаю Dementia Praecox «шизофренією», оскільки (як я сподіваюся продемонструвати) «розщеплення» різних психічних функцій є однією з найважливіших її характеристик. Для зручності я використовую слово в однині, хоча очевидно, що група включає кілька захворювань. |

Блейлер зробив висновок, що хвороба була не однією з деменцій, станом, пов'язаним з органічним погіршенням роботи мозку, а такою, що полягала в дисгармонійному стані душі, в якому спільно існують суперечливі тенденції. Він показав, що Dementia Praecox, яку досліджував Еміль Крепелін, має включати всі шизофренічні розлади. Блейлер стверджував, що шизофренія не незмінно невиліковна і не завжди прогресувала до повного слабоумства.
Блейлеру приписують впровадження двох концепцій, фундаментальних для аналізу шизофренії: аутизму, що означає втрату контакту з реальністю, часто через поблажливість у химерній фантазії, та амбівалентності, що позначає співіснування взаємовиключних суперечностей всередині психіки.
Блейлер був одним із перших психіатрів, які застосували психоаналітичні методи у своїх дослідженнях. Він був раннім прихильником теорій Зигмунда Фрейда, він штудіював дослідження Йозефа Брейера та самого Фрейда про істерію. Блейлер намагався показати, як різні механізми, які Фрейд знайшов у невротичних пацієнтів, також можна було б виявити у психотичних хворих. Блелер оскаржив тезу, що психоз є результатом виключно органічного ураження мозку, натомість наполягаючи, що це може мати суто психологічні причини. Він визнав погляди Фрейда надмірно догматичними і відмовився вступити до Міжнародної психоаналітичної асоціації в 1911 році, написавши Фрейду, що " це «все або нічого», на мою думку, є необхідним для релігійних громад і корисним для політичних партій … але для науки, я вважаю це шкідливо ". Блейлер залишався зацікавлений у роботі Фрейда, цитуючи його привітно, наприклад, у своєму часто перевидаваному «Підручнику психіатрії». Він також підтримав висування Фрейда на Нобелівську премію наприкінці 1920-х років.
Блелер також досліджував концепцію морального ідіотизму, зв'язок між неврозом та алкоголізмом. Він слідував за Фрейдом, розглядаючи сексуальність як потужний вплив на тривогу, розмірковував над джерелами почуття провини, і вивчав процес того, що він назвав перемиканням (зокрема, афективний перехід від любові до ненависті). Роботи Блейлера стосуються також досліджень гіпнотизму, підкіркової афазії, остеомаляції, фізіології вентрикології тощо, що він опублікував у різних журналах. Він був видавцем часопису «Щорічник психоаналітичних досліджень» (Jahrbuch für psychoanalytische Forschung). «Підручник з психіатрії» (Lehrbuch der Psychiatrie) Блейлера, опублікований у 1916 році, мав безліч перевидань, як і його монографія «Психосиндром» (Psycho-syndrome).
Блейлер писав у 1911 році: «Коли процес захворювання шизофренією спалахує, на мій погляд, правильніше говорити про погіршення нападів, а не про його повторне явище. Звичайно, термін рецидив є більш втішним для пацієнта та його родичів, ніж поняття атаки, що прогресивно погіршується». Блейлер підтримував примусову стерилізацію осіб, у яких діагностовано шизофренію. Він стверджував, що расове погіршення буде наслідком поширення «психічних і фізичних калік» у своєму «Підручнику психіатрії». Як і Зигмунд Фрейд, він експериментував на пацієнтах, яких доглядав. Багатьох з них було стерилізовано, а багато хто покінчив життя самогубством.
На початку 1900-х років помічником Блейлера був Карл Густав Юнг, і вони разом з Фрейдом стали першими членами Віденського психоаналітичного товариства.
Він одружився з Гедвіг Блейлер-Восер, однією з небагатьох жінок, яка отримала ступінь доктора в Цюріхському університеті.

## Медичні терміни, що названі на його честь
- Хвороба Блейлера — рання назва шизофренії.
- Психосиндром Блейлера — сукупний термін для різних психопатологічних і нейропсихологічних симптомокомплексів, що спостерігаються як наслідок дифузних пошкоджень мозку[7].

## Науковий доробок
- Versuch einer naturwissenschaftlichen Betrachtung der psychologischen Grundbegriffe. Zeitschrift für Psychiatrie.
- Der geborene Verbrecher. München, 1896.
- Über zwangsmässige Lichtempfindungen durch Schall und verwandte Erscheinungen auf dem Gebiete der anderen Sinneswahrnehmungen. Mitverfasser Karl Bernhard Lehmann (1858—1940). Leipzig, 1881.
- Affektivität, Suggestibilität, Paranoia. Halle, 1906; 2nd edition, 1926.
- Dementia praecox oder die Gruppe der Schizofrenien. / Handbuch der Psychiatrie. Leipzig and Vienna, 1911—1928.
- Das autistische Denken. 1912.
- Lehrbuch der Psychiatrie. Berlin, 1916; 5th edition, 1930. Sechste Auflage, den neueren Anschauungen und Bedürfnissen angepasst. Berlin, 1937.
- Das autistisch-undisziplinierte Denken in der Medizin un seien Überwindung. Berlin, 1919; 4th edition, 1927.
- Naturgeschichte der Seele und Ihres Bewusstwerdens. Berlin, 1921; 2nd edition, 1928.
- Die Psychoide als Prinzip der organischen Entwicklung. Berlin, 1925.